# William Chalfant
William Addison Chalfant (ur. 22 czerwca 1854 w Mount Pleasant, zm. 31 lipca 1930 w Springfield) – amerykański roquesista, olimpijczyk z Saint Louis.
Podczas tych igrzysk reprezentował swój kraj w zawodach indywidualnych mężczyzn. Do zawodów przystąpiło jedynie czterech zawodników (wszyscy byli reprezentantami Stanów Zjednoczonych). Każdy z nich grał ze sobą po dwa razy, a łącznie każdy z zawodników rozegrał po 6 spotkań. Chalfant wygrał tylko jedno a pozostałe pięć przegrał, a w końcowej klasyfikacji uplasował się na czwartym miejscu.
Wyniki spotkań Williama Chalfanta:
- William Chalfant (7) – Smith Streeter (32)
- William Chalfant (23) – Charles Jacobus (32)
- William Chalfant (9) – Charles Jacobus (32)
- William Chalfant (9) – Charles Brown (32)
- William Chalfant (26) – Smith Streeter (32)
- William Chalfant – Charles Brown[a]